# Saint-Martin-du-Var

Saint-Martin-du-Var este o comună în departamentul Alpes-Maritimes din sud-estul Franței. În 1 ianuarie 2022 avea o populație de 3.403 de locuitori.